# 屏東交流道
屏東交流道為臺灣國道三號的交流道，位於臺灣屏東縣九如鄉與長治鄉交界，指標為396k，型式為南出北入，可前往屏東農業生物科技園區、鹽埔鄉及屏東市。規劃時與興建初期曾名為鹽埔交流道。
屏東交流道地理位置相當重要，本交流道因比鄰屏東農業生物科技園區、屏東市區以及屏北地區的發展，附近交流道流量日趨飽和，因此屏東縣長期向中央爭取建立交流道促進屏北地區發展，最終在2013年定案，於2016年10月17日動工，並於2018年10月31日通車。
|  | 396 屏東 |  | 鹽埔 屏東 |

## 鄰近公路
- 台27線
- 縣道187丙線
- 屏17線
- 屏26線

## 外部連結
- 國道三號屏東交流道示意圖 （页面存档备份，存于）（交通部高速公路局）